# Florencio Varela
Pour les autres significations, voir Florencio Varela (partido).
Florencio Varela (Buenos Aires, Vice-royauté du Río de la Plata, 1807 — Montevideo, Uruguay, 1848) était un écrivain, journaliste, homme politique, juriste et pédagogue argentin. Poète dans ses années de jeunesse, il fut l’auteur de plusieurs compositions poétiques et d’une œuvre dramatique. Après la défaite de l’unitaire Lavalle en 1829 et la concomitante ascension de Juan Manuel de Rosas, il fut contraint à l’exil et, établi à Montevideo, s’engagea comme diplomate en faveur des émigrés unitaires qui comme lui combattaient le pouvoir rosiste.